# Mark Stoermer
Mark August Stoermer (Houston, 28 de junio de 1977) es un músico estadounidense, bajista y ocasional guitarrista de la banda de rock The Killers.

## Biografía

### Primeros años
Nacido el 28 de junio de 1977 en Houston (Texas), de ascendencia alemana y australiana, Stoermer se mudó a Las Vegas cuando todavía era un niño, asistió a la preparatoria Chaparral, donde fue miembro de la banda de jazz tocando la trompeta. Se graduó en 1995, más tarde tomaría clases de música y estudiaría filosofía en la Universidad de Nevada en Las Vegas, donde perteneció a la banda de guerra. Trabajó como repartidor de medicamentos y material biomédico, durante todo este tiempo el escuchaba varias bandas como The Rolling Stones, Talking Heads y Television en la radio de su auto. Entre las bandas a las que perteneció se incluyen Habit Rouge y the Negative Ponies, donde tocaba la guitarra. Stoermer está influido por varias bandas y cantantes entre los que se puede mencionar a The Beatles, The Who, Pearl Jam, Pink Floyd, Miles Davis, y David Bowie. Admira las obras de Henry Miller, no bebe alcohol ni fuma tabaco.

### The Killers
En el 2002, siendo guitarrista de The Negative Ponies conoce a The Killers durante una audición hecha por Dave Keuning y Brandon Flowers, guitarrista y vocalista de la banda respectivamente. En un principio fue aceptado como el segundo guitarra de la banda, pero al poder tocar también el bajo fue admitido como el bajista de la nueva agrupación y completó la formación de la banda junto con Ronnie Vannucci Jr. Como parte de la banda Stoermer también ha tocado la guitarra durante presentaciones en vivo de For Reasons Unknown.
El 24 de mayo de 2016, The Killers anunció que Stoermer se iba a tomar un descanso de la gira con el objetivo de "perseguir otras metas educativas y lanzar un álbum en solitario". La declaración enfatizó que Stoermer todavía estaba involucrado en trabajar en el quinto álbum de la banda y que podría tocar en vivo con ellos en el futuro. Stoermer dio más detalles en una entrevista "Estoy tomando una clase en línea en este momento. La razón por la que hago eso es para tomar un descanso, pero no exclusivamente. Es una combinación de muchas cosas. He estado haciendo The Killers desde 2003 y pienso en mil shows. Solo necesitaba alejarme un poco de eso ". Stoermer actuó con la banda en su aparición en el Festival Glastonbury 2017, así como en el show de beneficio Vegas Strong en diciembre y como parte de la participación de la banda en Jimmy Kimmel Live en abril de 2019.

### Solista
En el 2010, The Killers decide separase por un tiempo. Durante esa época, Mark Stoermer estuvo trabajando en su disco. Another Life se titula su primer álbum como solista, el cual fue lanzado el 1 de noviembre de 2011, como un autolanzamiento en St. August Records. El álbum cuenta con la colaboración de la banda Howling Bells, de la cual Stoermer fue productor de su último disco. Mark Stoermer es el tercer miembro del grupo en lanzar una producción como solista, luego de Brandon Flowers y Ronnie Vannucci Jr.. Estaba disponible para descarga gratuita a través de markstoermer.com y se vendió en CD y vinilo el 24 de enero de 2012. 
El 5 de agosto de 2016 Mark Stopermer publicó Dark Arts, su segundo album como un autolanzamiento en St. August Records. El álbum fue escrito y producido por Stoermer y la colaboración de David Hopkins. El álbum se vendió digitalmente, en CD y en vinilo. Dos sencillos fueron lanzados, "Spare the Ones that Weep" el 22 de julio de 2016 y "Are Your Stars Out?" el 29 de julio de 2016.
En apoyo de Dark Arts, Stoermer invitó a varios músicos a formar The Hownds, una banda de cinco personas que incluye a David Hopkins (teclados), Nigel Ledgerwood (guitarra rítmica), Ben Lecourt (batería) y Erik Paparozzi (bajo). Realizaron cinco espectáculos en Las Vegas y Los Ángeles.
Para Halloween 2016 se lanzó The Blood and Guts / Beautiful Deformities de 7 pulgadas, que fue un vinilo de edición limitada con solo 100 copias que fueron decoradas con diez diseños únicos. El lanzamiento contó con el sencillo Blood and Guts (The Anatomy Lesson) en un lado, y Beautiful Deformities (The Monastic Controversy) en el otro. Posteriormente se produjeron 100 copias adicionales y se entregaron a los fanáticos a través de Secret Door, una página oculta en la página web de Mark, iniciada como una nota de "agradecimiento". Estas copias no tenían la misma ilustración que las otras 100 copias.
El 13 de octubre fue lanzado en vinilo Filthy Apes and Lions y digitalmente y en CD el 17 de noviembre de 2017 a través del sello de Stoermer St. August Records. El álbum fue escrito y producida por Mark Stoermer y David Hopkins con Robert Root. El álbum fue mezclado y diseñado por Robert Root. Dos sencillos fueron lanzados, la homónima "Filthy Apes and Lions" el 13 de octubre de 2017 y "Beautiful Deformities" el 11 de noviembre de 2017.

### Colaboraciones
En 2010, Stoermer fue el productor de la banda de rock Howling Bells, The Loudest Engine. El álbum fue grabado en Battle Born Studios en Las Vegas, Nevada, y fue lanzado en septiembre de 2011.
El 24 de septiembre de 2014, Stoermer interpretó "Let It Down" y "Ballad of Sir Frankie Crisp (Let It Roll)" junto con Dhani Harrison en el Show de Conan O'Brien durante la semana de George Harrison.
Entre finales de 2014 y principios de 2015 formó parte de la gira de The Smashing Pumpkins junto a Billy Corgan, el guitarrista Jeff Schroeder, y el baterista Brad Wilk de Rage Against the Machine y exAudioslave, para presentación en vivo de la banda. El 12 de junio de 2015 Billy Corgan anunció el reemplazo de Brad Wilk y Mark Stoermer por Robin Diaz y Katie Cole respectivamente sin explicar los motivos. Junto con The Smashing Pumpkins realizó varias actuaciones en vivo. El 1 de diciembre de 2014 interpretó "Maida Vale" en BBC Radio 6, El 11 de diciembre de 2014 interpretó "Being Beige" en Jimmy Kimmel Live y el 3 de abril de 2015 interpretó "Drum + Fife" en The Tonight Show Starring Jimmy Fallon.

## Discografía

### The Killers
- Hot Fuss (2004)
- Sam's Town (2006)
- Day & Age (2008)
- Battle Born (2012)
- Wonderful Wonderful (2017)

### Como solista
- Another Life (2011)
- Dark Arts (2016)
- The Blood and Guts / Beautiful Deformities (2016)
- Filthy Apes and Lions (2017)

### Colaboraciones
The Synthetic Love of Emotional Engineering (2013) – Vicky Cryer
"Your Love Is Not Enough", "A Spade Is A Spade" (2014–15) – Bombay Heavy[29]